# Auguste Franchomme
Auguste-Joseph Franchomme (10. april 1808 i Lille, Frankrig – 21. januar 1884 i Paris) var en fransk cellist og komponist. 
Francomme var ven af Felix Mendelssohn Bartholdy og Frédéric Chopin. Chopin dedikerede sin sonate for cello og klaver g-moll op. 65 til ham.

## Værker
- Variationer over et originaltema for cello og klaver F-dur op. 3
- Variationer for cello og klaver G-Dur op. 4
- 12 capriser for 2 celli op. 7
- Romance for cello og klaver (eller 2 violiner/bratsher/celli/kontrabasser) op. 10
- Serenade for Cello und Klavier op. 12
- Nocturne for 2 celli op. 15 nr. 1
- Nocturne for 2 celli op. 15 nr. 3
- 10 italienske melodier for cello og klaver op. 17
- Air russe varié op. 32 nr. 2
- 12 etuder for cello solo op. 35
- Fantasi over et tema af Händel for cello og klaver (eller orkester) op. 36
- Fantasi over et tema af Schubert op. 39